# Associazione consumatori utenti
L'Associazione consumatori e utenti (ACU) è un'associazione di consumatori indipendente e senza scopo di lucro, diffusa in tutta Italia con oltre 100.000 soci.
È stata fondata nel 1984 a Roma con atto pubblico, sotto il nome di  AGRISALUS. Si pone come obiettivo la tutela di diritti dei cittadini e dei consumatori. La sede nazionale è a Milano e il presidente nazionale è Gianni Cavinato. Vi sono anche delle sedi nelle 17 principali regioni italiane.
Presente in tutte le consulte regionali (ove la legge regionale esiste) e in numerosi consigli delle camere di commercio, l'Associazione rappresenta consumatori e utenti in tutte le sedi istituzionali di tutti i settori di interesse consumeristico.
ACU è attiva nel settore dei prodotti di largo consumo e nei settori di servizi telefonici e telematici, servizi a rete (trasporti, acqua, energia, ecc.), commercio elettronico e pubblicità ingannevole; nel settore assicurativo, bancario e finanziario. Dal 2004 l'ACU è impegnata nelle conciliazioni con l'ANIA, Banca Intesa e Capitalia.
Socio di Banca popolare Etica e socio fondatore di Fairtrade-TransFair Italia, ACU sostiene e promuove il consumo etico e responsabile.
ACU è socio fondatore di Agroqualità e Certicommerce (organismi di certificazione promossi dall'Unioncamere nazionale), è socio di Sincert, partecipa ai Comitati tecnici di numerosi organismi di certificazione (Certiquality, Icim, Sgs, CSQA, Icea, Ccpb, Bioagricert, GSA Cert, ANCCP, Bios, Check Fruit, Istituto di ricerche e collaudi M. Masini, Istituto mediterraneo di certificazione, Moody Internazionale Certification, QC&I, Valoritalia, ecc.) e collabora con diverse università in progetti di ricerca e formazione nel campo consumeristico (Politecnico di Milano, Università della Calabria, di Camerino, Sannio, Parma, Bologna, Firenze e Siena); l'Associazione ha un proprio delegato nella commissione centrale tecnica dell'UNI (Ente nazionale italiano di unificazione) e partecipa alle commissioni UNI ambiente, gestione della qualità, alimenti e bevande; un suo delegato partecipa al gruppo di lavoro UNI per la Responsabilità sociale delle organizzazioni e rappresenta i consumatori al gruppo di lavoro speciale Social Responsibility dell'ISO - International Organization for Standardization.

## Storia
- Nel 1984 nasce l'associazione a Roma.
- Nel 1986 ha ottenuto l'accreditamento internazionale da parte di  CI Consumers International (rete mondiale delle associazioni consumatori indipendenti, riconosciuta dall'ONU).
- Nel 1990 ha partecipato con un proprio delegato al Consiglio consumatori della Commissione europea instaurando rapporti di collaborazione con moltissime organizzazioni in tutta Europa.
- Nel 1994 è presente fin dalla costituzione della Consulta consumatori, quando ad essa succede il Consiglio nazionale dei consumatori e degli utenti (CNCU), ed ACU ne diventa membro.
- Nel 1999 ha ottenuto l'iscrizione all'elenco nazionale delle organizzazioni rappresentative, così come previsto dalla legge 281/98 Disciplina dei diritti dei consumatori e degli utenti.
- Nel 1998 le associazioni dei consumatori e degli utenti vennero riconosciute dallo stato italiano con la legge n.281 (disciplina dei diritti dei consumatori e degli utenti).
- Nel 2003 partecipa alla costituzione del network per la sostenibilità ASECO Alliance of Social and Ecological Consumer Organisations, del quale il delegato ACU è un coordinatore.

Da ottobre 2007 è stato aperto un blog scritto dai cittadini, La parola al consumatore, con interventi scritti da normali cittadini che raccontano i loro problemi con questo servizio o quel prodotto.

## Campagne
ACU svolge attività di consulenza ai cittadini presso i propri sportelli distribuiti in tutta Italia, anche appoggiandosi logisticamente ad altre strutture associative; promuove campagne di promozione del consumerismo e svolge attività di tutela degli interessi collettivi anche in sede giudiziaria, così come previsto dalla legge 281/98.
L'Associazione è stata responsabile per l'Italia della campagna europea 2001/2002 "Educare alla sicurezza alimentare".
Nel 2003 l'associazione si è impegnata nella campagna internazionale contro la privatizzazione del servizio idrico pubblico; dal 2004 ACU si è attivata nella campagna internazionale per la tutela dei beni comuni e nella campagna "Faccio la cosa giusta, voglio essere un consum-attore".
Nel periodo 2004-2006, ACU ha realizzato i seguenti progetti nazionali: "Palestre sicure", "Le merci parlano", "Mangiare fuori casa".
In diverse Regioni ha realizzato vari altri progetti tra cui: "Consumo sostenibile nelle scuole", "Pillole di educazione sanitaria per cittadini-consumatori", "Certificazione volontaria dei prodotti", "Contraffazione dei prodotti di largo consumo".
Dall'inizio del 2007 partecipa alla campagna nazionale di raccolta firme per la proposta di Legge di iniziativa popolare Acqua bene comune.